# Xbox One
Xbox One er en spilkonsol produceret af Microsoft og er efterfølgeren til Xbox 360 som en del af Xbox-serien.
Xbox One konkurrerer med Sony's PlayStation 4 og Nintendo's Wii U, som alle er en del af den 8. generation af spillekonsoller. Konsollen blev annonceret den 21. maj 2013 og er sat til udgivelse senere i 2013. Den blev udgivet i Danmark i september 2014.
Ligesom PlayStation 4, er Xbox One kompatibel med et x86-64 instruktionssæt. Derudover er Xbox One den første i Xbox-serien der har et Blu-Ray-diskdrev og 8 GB hukommelse, i form af DDR3 Ram.

## Historie
Konsollen blev oprindeligt udviklet under kodenavnet "Durango". Xbox One blev formelt vist frem den 21. maj 2013, og yderligere information blev frigivet under E3 juni 11-13. Den blev først udgivet i nogle lande i november 2013 og de resterende lande i september 2014. 

## Hardware
Xbox One har en APU med 8 x86-64-kerner, 8 GB DDR3-RAM, en 500-GB harddisk og et optisk Blu-Ray-drev. 3 GB af maskinens RAM vil være reserveret til apps og maskinens operationssystem. Grafikprocessoren (GPU) er baseret på en AMD GCN arkitektur og vil rundt regnet kunne yde en teoretisk regnekraft på 1,23 TFLOPS.
Xbox One vil understøtte 4K-opløsning (3840×2160) og 7.1 surround sound. Yusuf Mehdi, vicepræsident for marketing og strategi hos Microsoft, har udtalt, at der ikke er nogen hardware restriktioner der umuliggør muligheden for at afvikle spil i 4K opløsning. Xbox One understøtter HDMI 1.4 for både input og output. Xbox One har ingen scart-udgang og understøtter ikke et analogt billedsignal. 
En ny version af Kinect vil være inkluderet med Xbox One.

## Funktioner

### Stemmestyring
Konsollen vil have stemmestyringsmuligheder der minder meget om dem, der var i den første version af Kinect. Dette vil lade brugere styre Xboxens funktioner igennem stemmestyring. Al stemmestyring vil blive kordineret igennem Kinect-enheden, og med denne mulighed, vil Skype også blive en funktion på den nye Xbox.

### Controller
Xbox Ones controller vedholder designet fra Xbox 360’s controller. D-Padden er blevet ændret til et fire-vejs design, batteri rummet er mindre. Nye knapper har erstattet start og back knapperne, de nye knappers formål er endnu ukendt. Hver aftrækker på controlleren vil indeholde en selvstændig rumble motor kaldet ”Impulse Triggers”, hvilket giver spiludviklere mulighed for at tilpasse vibrationen efter hensigt. En aftrækker kan f.eks. vibrere når man skyder, eller begge kan arbejde sammen og skabe feedback der indikere retning et skud kommer fra. Det er dog endnu uvist præcis hvordan udviklere vil bruge denne nye tilføjelse til controlleren.

### Kinect
Den nye Kinect vil blive solgt som en del af Xbox One. Kinect-enheden kan ikke afmonteres eller frakobles, men kan deaktiveres samt tænde og slukke konsollen via stemmestyring. Kinect vil ved hjælp af en indbygget 3-D scanner kunne spore 6 personer på samme tid og genkende ansigter og stemmer. Kinect kommer med et 1080p kamera til live videosamtaler og vil samtidig være i stand til at registrere bevægelser i mindre- og svagtbelyste rum.

### Xbox Live
Xbox Live servicen er blevet opgraderet, og bruger 300.000 servere til Xbox One, mens Xbox 360 kun gjorde brug af 15.000 servere. Onlineopbevaring i ”the cloud” gør det muligt at gemme musik, film, spil og billeder. Samtidig vil udviklere kunne lave mere ”levende og vedholdende verdener” igennem ”the cloud”.

### Digital videooptager
Inkluderet i systemet er en digital videooptager (DVR), der tillader optagelse af gameplay i spil. Disse videoer kan redigeres med et indbygget videoredigeringsprogram og deles med venner igennem Xbox Live.

## Modtagelse
Diverse tidsskrifter har kvalificeret Xbox One som et "alt-i-et underholdnings system", hvilket gør Xbox One til en konkurrent til andre hjemme medie produkter, som Apple TV og Google TV.
Hos Blockbuster i England slog Xbox One rekord som den mest forudbestilte spillekonsol nogensinde.

## Hardware-revisioner

### Xbox One S
Den 13. Juni 2016, under deres E3 2016 pressekonference, afslørede Microsoft Xbox One S, en nyfortolkning af det originale Xbox One hardware, med et mere strømlinet udseende. Den nye hvide indpakning er 40% mindre en det originale design, og understøtter at konsollen kan stå vertikalt med en fod. De trykfølsomme power og eject knapper blev erstattet med fysiske knapper, USB-porten og controller-synkroniseringsknappen, der begge tidligere sad på siden af konsollen, blev rykket til fronten, og konsollen brugte ikke længere en ekstern strømforsyning. Den nye model inkluderer ikke længere den proprietær port der bruget til Kinect-sensoren; en USB adapter blev udleveret gratis til dem der allerede ejede en Kinect-enhed.
Xbox One S understøtter 4K opløsning ved video (streaming og Ultra HD Blu-rau), og high dynamic range (HDR) farver. Spil kan blive opskaleret til 4K opløsning. Rod Fergusson, chefen hos studiet bag Gears of War-serie, har udtalt at Xbox One S også har en opgraderede CPU og GPU enheder, der er i stand til at levere en mere jævn og konsekvent præstation i Gears of War 4 under grafisk intensive sekvenser, sammenlignet med det tidligere hardware. Imens Xbox planning lead, Albert Penello har udtalt at de opgraderede CPU og GPU har givet udviklere muligheden for at inkludere HDR i deres spil på Xbox One S, og har bogstaveligt talt, ingen indflydelse på spillenes præstation., spil med dynamisk opløsning eller ubegrænset frame rate, kan se et boost i præstation, pga. GPS’ens clockspeed og ESRAM båndbredde. Sammen med Xbox One S er også en revision af Xbox One kontrolleren, med et teksturerede greb og Bluetooth-understøttelse.

#### Modtagelse
TechRadar var for det meste positive, og så Xbox One S som "højdepunktet af, hvad Microsoft satte sig for at oprette tre år siden", og ønskede også mere indhold i 4K foruden Netflix, YouTube og 4K Blu-ray. Visuelle forbedringer blev set i spil som "Fallout 4" og "Rise of the Tomb Raider", igennem opskalering til 4K.